# Велдин Хоџа
Велдин Хоџа (Ријека, 10. октобар 2002) је хрватски фудбалер горанског порекла који тренутно наступа за Рубин из Казања. Игра на позицији везног играча.
Хоџа је рођен у Ријеци у Хрватској, од родитеља пореклом из места Рестелица на Косову и Метохији.

## Успеси
Ријека
- Куп Хрватске: (финале: 2023/24)[7]